# Malcolm I.
Malcolm I. (před rokem 900 – 954) byl králem Alby, jak se v té době označovalo království na území Skotska. Panovníkem se stal poté, co byl jeho strýc Konstantin II. přinucen roku 943 abdikovat. Byl synem krále Donalda II.
Roku 945 Edmund I., král Wessexu, vyhnal Amlaíba Cuarána z Northumbrie, vyplenil Cumbrii a nechal oslepit dva syny krále Strathclyde. Poté přenechal Strathclyde Malcolmovi za jeho spojenectví.
Zdá se, že Malcolm dodržel spojenectví s anglickým králem, které bylo zřejmě obnoveno poté, co byl roku 946 Edmund zabit a na anglický trůn nastoupil Edred. Erik Haraldsson obsadil roku 948 York, odkud byl Edredem vyhnán. Když Amlaíb Cuarán znovu ovládl York v letech 949 až 950, vpadl Malcolm do Northumbrie a dorazil až k řece Tees.
Ulsterská kronika uvádí, že roku 952 došlo k bitvě mezi muži z Alby, ze Strathclyde a Angličany proti cizincům (zřejmě vikingům). Tato bitva ale není zmiňována v Anglosaské kronice, a tak není jisté, zda se vztahuje k vyhnání Amlaíba Cuarána z Yorku nebo k návratu Erika Haraldssona.
Ulsterská kronika uvádí, že Malcolm byl roku 954 zabit a byl pohřben na Ioně, malém ostrově souostroví Vnitřní Hebridy. Jeho synové Dubh a Kenneth se později stali králi.